# City to City
City to City – drugi (po sześciu latach) album studyjny szkockiego muzyka Gerry’ego Rafferty’ego. Longplej został bardzo dobrze przyjęty i dotarł do 1. miejsca w Stanach, pokrywając się Platyną jeszcze w roku jego wydania. Dziesięć lat po wydaniu krążka, poziom sprzedaży płyty sięgnął 5x Platynę.
Płytę wydała wytwórnia płytowa United Artists Records pod numerem katalogowym UAS 30104 (w Wielkiej Brytanii) i UA-LA840-G (w USA).

## Spis utworów
Wszystkie utwory napisane przez Gerry’ego Rafferty’ego

### Wydanie brytyjskie
| A1. | „The Ark”                          | 5:40  |
|     |                                    |       |
| A2. | „Baker Street”                     | 6:11  |
|     |                                    |       |
| A3. | „Right Down the Line”              | 4:32  |
|     |                                    |       |
| A4. | „City to City”                     | 5:06  |
|     |                                    |       |
| A5. | „Stealin' Time”                    | 6:06  |
|     |                                    |       |
| B1. | „Mattie's Rag”                     | 3:30  |
|     |                                    |       |
| B2. | „Whatever's Written in Your Heart” | 6:40  |
|     |                                    |       |
| B3. | „Home and Dry”                     | 4:59  |
|     |                                    |       |
| B4. | „Island”                           | 5:22  |
|     |                                    |       |
| B5. | „Waiting for the Day”              | 5:40  |
|     |                                    |       |
|     |                                    | 53:46 |
|     |                                    |       |

### Wydanie amerykańskie
| A1. | „The Ark”                          | 5:30  |
|     |                                    |       |
| A2. | „Baker Street”                     | 5:58  |
|     |                                    |       |
| A3. | „Right Down the Line”              | 4:17  |
|     |                                    |       |
| A4. | „City to City”                     | 4:46  |
|     |                                    |       |
| A5. | „Stealin' Time”                    | 5:36  |
|     |                                    |       |
| B1. | „Mattie's Rag”                     | 3:26  |
|     |                                    |       |
| B2. | „Whatever's Written in Your Heart” | 6:25  |
|     |                                    |       |
| B3. | „Home and Dry”                     | 4:47  |
|     |                                    |       |
| B4. | „Island”                           | 5:00  |
|     |                                    |       |
| B5. | „Waiting for the Day”              | 5:26  |
|     |                                    |       |
|     |                                    | 51:11 |
|     |                                    |       |

## Muzycy
- Gerry Rafferty – śpiew, gitara akustyczna (1, 4, 5), wokal wspierający (1, 7), pianino (10)
- Gary Taylor – gitara basowa (1, 2, 3, 4, 5, 6, 8, 9, 10), wokal wspierający (4)
- Henry Spinetti – perkusja (1, 3, 4, 5, 6, 8, 10)
- Hugh Burns – gitara (2, 3, 4, 5, 8, 9, 10)
- Tommy Eyre – pianino (1, 3, 6, 7, 8), pianino elektryczne (5, 9, 10), fortepian (5), syntezator Mooga (2, 5, 7, 8), organy (3, 9, 10), instrument klawiszowy (2, 4), aranżacja instrumentów dętych blaszanych (10)
- Graham Preskett – skrzypce (1, 4, 6, 10), aranżacje instr. strunowych (2, 6, 8), maszyna strunowa (5, 6), aranżacje instr. dętych blaszanych (6), mandolina (1)

### Muzycy dodatkowi
- Jerry Donahue – gitara (1)
- Glen LeFleur – tamburyn (1, 5), perkusja (2, 3, 9, 10)
- Barbara Dickson – wokal wspierający (1, 7)
- Liam Genockey – perkusja (2)
- Nigel Jenkins – gitara (2, 8)
- Raphael Ravenscroft – saksofon (2, 9)
- Brian Cole – gitara hawajska (3, 4, 5, 9), dobro (6)
- Roger Brown – wokal wspierający (4)
- Vivian McAuliff – wokal wspierający (4)
- John McBurnie – wokal wspierający (4)
- Rab Noakes – wokal wspierający (4)
- Paul Jones – harmonijka (4)
- Hugh Murphy – tamburyn (4)
- Micky Moody – gitara akustyczna (5)
- Willy Ray – akordeon (6, 9)
- Joanna Carlin – wokal wspierający (7)
- Andy Fairweather-Low – gitara rytmiczna (10)

## Pozycje na listach
| Lista 1978          | Pozycja |
| ------------------- | ------- |
| Lista amerykańska   | 1       |
| Lista austriacka    | 9       |
| Lista brytyjska     | 6       |
| Lista holenderska   | 5       |
| Lista niemiecka     | 3       |
| Lista nowozelandzka | 6       |
| Lista szwedzka      | 9       |

## Notowania singli
| Rok  | Singel                | Notowania             | Poz. |
| ---- | --------------------- | --------------------- | ---- |
| 1978 | „Baker Street”        | US Billboard Hot 100  | 2    |
| 1978 | „Baker Street”        | UK Top 40             | 3    |
| 1978 | „Baker Street”        | Lista australijska    | 1    |
| 1978 | „Baker Street”        | Lista niemiecka       | 3    |
| 1978 | „Baker Street”        | Lista szwajcarska     | 2    |
| 1978 | „Baker Street”        | Lista austriacka      | 4    |
| 1978 | „Baker Street”        | Lista holenderska     | 16   |
| 1978 | „Right Down the Line” | US Billboard Hot 100  | 12   |
| 1978 | „Right Down the Line” | US Adult Contemporary | 1    |
| 1979 | „Home and Dry”        | US Billboard Hot 100  | 28   |

## Certyfikaty
| Kraj                  | Certyfikacja        | Sprzedaż  |
| --------------------- | ------------------- | --------- |
| USA (RIAA)            | 5 x platynowa płyta | 5 000 000 |
| Wielka Brytania (BPI) | 1 x złota płyta     |           |